# 貝絲的婚禮
《貝絲的婚禮》（英語：Betsy's Wedding）是一部1990年美國浪漫喜剧電影，由亞倫·艾達編劇兼執導，艾達也與喬伊·畢曉普、马德琳·卡恩、凯瑟琳·奥哈拉、乔·佩西、艾丽·希蒂、柏特·楊及莫利·林沃德共同擔任主演。劇情講述背景截然不同的貝絲和傑克即將結婚，兩人只想要一場小型婚禮，但他們的父親卻想給這對新人舉辦一場盛大的婚禮。
電影由博偉電影發行安排1990年6月22日在美國上映，口碑不佳。

## 演員
- 亞倫·艾達飾演艾迪·哈伯
- 喬伊·畢曉普飾演哈伯先生
- 马德琳·卡恩飾演蘿拉·哈伯
- 凯瑟琳·奥哈拉飾演格洛麗亞·亨納
- 乔·佩西飾演奧斯卡·亨納
- 艾丽·希蒂飾演康妮·哈伯
- 柏特·楊飾演喬治
- 莫利·林沃德飾演貝絲·哈伯
- 安東尼·拉帕里亞飾演史蒂維·迪伊
- 迪倫·沃爾什飾演傑克·洛弗爾
- 比比·貝施飾演南希·洛弗爾
- 茱莉·波瓦索飾演奶奶
- 拉里·布洛克飾演理髮師
- 山繆·傑克森飾演出租車調度員[3]

## 外部連結
- 互联网电影数据库（IMDb）上《貝絲的婚禮》的资料（英文）
- AllMovie上《貝絲的婚禮》的资料（英文）
- Box Office Mojo上《貝絲的婚禮》的資料（英文）